# کشتن آمریکا
کشتن آمریکا (انگلیسی: The Killing of America) فیلمی در ژانر مستند است که در سال ۱۹۸۲ منتشر شد.

## خلاصه فیلم
مستندی پیرامون فساد و زوال آمریکا که شامل ویدیوهای آرشیوی اختصاصی از شورش‌های نژادی، قاتلان سریالی و ... می‌باشد.